# Церковь Покрова Пресвятой Богородицы (Зальцбург)
Церковь Покрова Пресвятой Богородицы (нем. Russische Orthodoxе Kirche Maria Schutz) — храм Берлинской и Германской епархии Русской православной церкви заграницей, расположенный в Зальцбурге, в районе Леэн.

## История
7 января 1945 года, тайно прибывшим в Зальцбург из Вены под видом рабочего, протоиереем Фёдором Раевским, была отслужена праздничная Литургия в доме Стаховича. Дом был переполнен молящимися.
Сразу после окончания Великой Отечественной войны на имя протоиерея Феодора, было выписано разрешение на служение и поддержку в церковных нуждах православных верующих, находящихся в Зальцбурге русских, сербов, болгар и иных. В то же время католическому архиепископу Зальцбурга было направлено прошение о предоставлении православным храма или часовни. Вскоре община переехала в храм Святого Михаила на площади Резиденции. 5 июня 1945 года состоялось первое заседание «церковного совета». В помощь протоиерею Феодору из Вены прибыл иерей Сергий Матфеев, который стал вторым священником в общине Зальцбурга. Храм святого Михаила всегда был переполнен верующими. Его посещали и многие австрийские католики.
В начале июля 1945 года, проживавших в школе святого Андрея наших соотечественников, переместили в лагерь Парш, где был основан приход Покрова Пресвятой Богородицы.
В 1946 году решением Архиерейского Синода епископом Австрийским был назначен Стефан (Севбо), прибывший к месту служения 17 января 1947 года. Он определил своей резиденцией лагерь Парш, а храм Покрова Пресвятой Богородицы в Парше стал кафедральным.
6 июня 1950 года большой пожар уничтожил многие строения, в том числе и барак, в котором находился храм Покрова Пресвятой Богородицы. Церковную утварь и документы спасти не удалось. Всё, что осталось, было перенесено в иное место, и заново оборудовано под храм.
9 октября 1953 году был основан Греко-восточный Православный Вспомогательный союз, главой которого стал архиепископ Стефан. Данная организация имела юридическое право представлять перед властями православных беженцев, но не имела статуса официально признанной Церкви. К тому времени число русских беженцев стремительно уменьшалась, поскольку они массово уезжали в Австралию, Канаду и США.
В 1959 году община храма Святого Михаила вынуждена была покинуть место на площади Резиденции, так как власти отказались продлять аренду, и примкнула к Покровской.
29 мая 1959 года для постройки храма был за 49 тысяч марок куплен участок на пустыре, образовавшемся после налёта американской авиации вблизи реки Зальцах, в квартале Леэн.
В муниципальный совет города было отправлено заявление с просьбой разрешить общине строительство. В апреле 1962 году был получен ответ с предписаниями, согласно которым в силу отсутствия «церковного статуса», предписывалось изменить проект купольного храма с шатровой крышей на плоскую. Подряд на возведение молитвенного дома, был отдан архитектору-инженеру Евгению Романовичу Салпиусу, который разработал проект храма в необычном для русского зодчества конструктивистском стиле.
Строительство из-за постоянной нехватки средств шло медленно. Несмотря на свой возраст, епископ Стефан (Севбо) отправился в США для сбора пожертвований.
Строительство окончилось в 1964 году. Была приобретена церковная утварь, установлен иконостас, взятый из придела Михайловской церкви из лагерного барака.
26 июня 1964 года состоялось освящение собора, который совершили архиепископ Стефан (Севбо) и архиепископ Берлинский и Германский Александр (Ловчий). На освящении присутствовали главы местных католических и протестантских епархий.
В 1970 года временный иконостас заменили постоянным двухъярусным, который был вырезан в столярной мастерской Э. Тойфла по эскизу А. М. Богалица.
В 1977 года к правой части храма сделана одноэтажная пристройка для квартиры тогдашнего настоятеля — протоиерея Василия Иванова.
В марте 1985 года умер настоятель престарелый митрофорный протоиерей Василий Иванов, после чего в Австрии остались всего два священника Русской зарубежной церкви.
С 1988 года австрийская Епархия была реформирована в благочиние Германской епархии, а Покровский храм потерял статус собора.
После смерти в 1992 протоиерея Георгия Сидоренко храм в Зальцбурге остался без постоянного настоятеля. В это время жизнь прихода поддерживалась трудами активных прихожан.
С 4 апреля 1994 года настоятелем храма был протоиерей Василий Фонченков, бывший доцент Московской Духовной академии. По причине преклонного возраста, не имея достаточных физических сил и отдавая много времени научно-исторической работе, он не мог в полной мере решать многие хозяйственные вопросы.
В 1990-е приход в Зальцбурге увеличился за счет новых эмигрантов из бывшего СССР, что несколько оживило церковную жизнь, хотя приход более десятилетия по-прежнему оставался небольшим.
После отъезда в Москву протоиерея Василия Фонченкова в июне 2003 года, на преподавание и научную деятельность, храм стали окормлять командированные священники Германской епархии РПЦЗ, пока наконец в 2009 году настоятелем храма не был назначен священник Георгий Харлов. C появлением нового настоятеля жизнь прихода заметно оживилась.
В 2010 году настоятелем, при поддержке ктитора прихода Арсения Акопяна было инициировано начало проектирования нового храма. Несколько лет ушло на все согласование проекта с властями города и соседями.
15 февраля 2013 года приход получил статус юридического лица как Прихода Русской Православной Церкви Заграницей. Сертификат протоиерею Георгию Харлову вручил заместитель министра образования, культуры и искусства Рудольф Штифтер. Необходимость регистрации была вызвана тем, что Греко-восточный Вспомогательный союз де-факто распался, в связи с тем, что румыны и сербы учредили свои общины и возвели новые храмы в национальных стилях.
В декабре 2014 года получено разрешение на начало работ. Начался сбору средств на строительство. 18 марта 2018 года было окончено строительство дома причта.